# Udet U 1
Udet U-1 var ett tyskt sportflygplan.
U-1 var det nya bolaget Udet Flugzeugbaus första konstruktion. Flygplanet var ett ensitsigt monoflygplan med fast landställ som kunde förses med hjul eller skidor.  
Tillverkningen inleddes våren 1921 i en hyrd verkstad i Milbertshof utanför München. Men i juli 1921 tvingades verksamheten att gå under jorden på grund av IMKK (Inter-Allied Military Control Commission) kontroller av efterlevnaden av villkoren i Versaillesfördraget. Den halvfärdiga prototypen till U 1, verktygen och tillverkningsjiggarna lastades på hästvagnar och fördes mitt i natten till olika dolda förvaringsplatser. Flygplanet kom att färdigställas hos Udets vän från första världskriget Erich Scheuermann i Ramersdorf. I Scheuermanns fabrik för kycklingburar var man trygga för kontroller från IMKK. När det omfattande förbudet mot tillverkning av flygplan lättade 5 maj 1922 var U 1 i praktiken redan klar. Två veckor senare bogserades flygplanskroppen genom München efter en bil till flygfältet i Oberwiesenfeld. Ernst Udet genomförde testflygningarna vid flygplatsen 16 maj 1922. Endast ett prototypexemplar av U 1 tillverkades, men många av konstruktionsdetaljerna återkom i senare konstruktioner från Udet Flugzeugbau.